# Kemalismo

Emblema de las "6 flechas" del kemalismo

La ideología kemalista o kemalismo (en turco: Kemalist İdeoloji, Kemalizm, Atatürkçülük, Atatürkçü Düşünce), conocida también como las «seis flechas» (en turco: Altı Ok), es el principio que define las características básicas de la República de Turquía surgida en 1923. La ideología fue desarrollada por el Movimiento Nacional Turco y su líder Mustafa Kemal Atatürk. El kemalismo, que encuentra su traducción práctica en las reformas de Atatürk, persigue la creación de un Estado-nación moderno, democrático y secular; guiado por el progreso educativo y científico basado en los principios del positivismo, racionalismo y la Ilustración.
El kemalismo es representado con 6 flechas, las cuales simbolizan el republicanismo, populismo, nacionalismo, secularismo, estatismo y reformismo.

## Orígenes
Las ideas de Mustafa Kemal Atatürk se derivan de los filósofos de la Ilustración, de la historia revolucionaria de Europa y de su propia experiencia como ciudadano, soldado y revolucionario en los últimos días del Imperio Otomano.
Varias reformas para evitar el colapso inminente del Imperio comenzaron principalmente en las reformas Tanzimat del siglo XIX.Los Jóvenes Otomanos de mediados de siglo intentaron crear la ideología del nacionalismo otomano, u otomanismo, para sofocar el creciente nacionalismo étnico en el Imperio e introducir una democracia limitada por primera vez, manteniendo al mismo tiempo las influencias islamistas. Tras su desaparición bajo el reinado absolutista del sultán Abdul Hamid II, a principios del siglo XX los Jóvenes Turcos retomaron su legado. Los años de formación de Atatürk transcurrieron en la Salónica hamidia. Durante su tiempo en el ejército, se unió al Comité de Unión y Progreso, que luchaba por el constitucionalismo contra el absolutismo hamidiano, y abandonó el nacionalismo otomano en favor del nacionalismo turco, al tiempo que adoptaba una perspectiva política secular.
Atatürk no estaba en condiciones de desempeñar un papel importante en la Revolución de los Jóvenes Turcos de 1908, que restableció la Constitución, aunque fue un actor clave en la destitución de Abdul Hamid durante el Incidente del 31 de marzo. Durante la Segunda Era Constitucional, las rivalidades personales con Ismail Enver y Ahmed Cemal significaron que se mantuvo alejado del poder: el Comité Central del CUP. Tampoco ayudó el hecho de que Atatürk en su mayoría discrepaba de las políticas de los unionistas radicales. Sin embargo, esto le permitió observar los éxitos y las deficiencias del CUP en la implementación de sus programas. Durante la Primera Guerra Mundial, su carrera militar despegó con su defensa de Galípoli, y al final de la guerra era un pachá a cargo de tres comandos del ejército en el frente sirio.
Tras la derrota del Imperio otomano -y la autoliquidación del CUP- al final de la guerra, Atatürk lideró una campaña militar contra la partición de Anatolia y Tracia Oriental planeada por los Aliados, conocida como la guerra de Independencia turca. Este conflicto fue simultáneamente una revolución, y en 1923 su contragobierno con sede en Ankara abolió la monarquía otomana y proclamó una República. En los 15 años de Atatürk como presidente, se introdujeron muchas reformas radicales que promovieron una agenda secular, republicana y unitaria para la República de Turquía.Su doctrina fue implantada en la Constitución como ideología de Estado en 1937.

## Principios
Atatürk se abstuvo de ser dogmático y describió su ideología como basada en la ciencia y la razón.
Hay seis principios (ilke) de la ideología: republicanismo (en turco: cumhuriyetçilik), populismo (en turco: halkçılık), nacionalismo (en turco: milliyetçilik), laicismo (en turco: laiklik), estatismo (en turco: devletçilik) y reformismo (en turco: inkılapçılık). Juntos, representan una especie de jacobinismo, definido por el propio Atatürk como un método de emplear el despotismo político para acabar con el despotismo social prevaleciente entre la población turco-musulmana de mentalidad tradicional, causado, según él, por la intolerancia de los ulemas.

### Republicanismo
El republicanismo (en turco: cumhuriyetçilik) en el marco kemalista reemplazó la monarquía de la dinastía otomana por el imperio de la ley, la soberanía popular y la virtud cívica, incluyendo un énfasis en la libertad practicada por los ciudadanos. El republicanismo kemalista define un tipo de república constitucional, en la que los representantes del pueblo son elegidos y deben gobernar de acuerdo con la ley constitucional existente que limita el poder gubernamental sobre los ciudadanos. El jefe de Estado y otros funcionarios son elegidos por elección en lugar de heredar sus cargos, y sus decisiones están sujetas a revisión judicial. Al defender el cambio del Estado otomano, el kemalismo afirma que todas las leyes de la República de Turquía deben inspirarse en las necesidades reales aquí en la Tierra como un principio básico de la vida nacional.El kemalismo aboga por un sistema republicano como el mejor representante de los deseos del pueblo.
Entre los muchos tipos de república, la república kemalista es representativa, liberaly parlamentaria, con un parlamento elegido en elecciones generales, un presidente como jefe de Estado elegido por el parlamento y en su cargo por un período limitado, un primer ministro designado por el presidente y otros ministros designados por el parlamento. El presidente no tiene poderes ejecutivos directos, pero tiene poderes de veto limitados y el derecho a presentarse como candidato a un referéndum. El funcionamiento diario del gobierno es responsabilidad del Consejo de Ministros formado por el primer ministro y los demás ministros. Existe una separación de poderes entre el ejecutivo (presidente y Consejo de Ministros), el legislativo (Parlamento) y el judicial, en la que ninguna rama del gobierno tiene autoridad sobre otra, aunque el parlamento está encargado de la supervisión del Consejo de Ministros, que puede ser obligado a dimitir mediante un voto de censura.
La república kemalista es un Estado unitario en el que tres órganos estatales gobiernan la nación como una sola unidad, con una legislatura creada constitucionalmente. En algunas cuestiones, el poder político del gobierno se transfiere a niveles inferiores, a asambleas locales elegidas representadas por alcaldes, pero el gobierno central conserva el papel principal de gobierno.

### Populismo

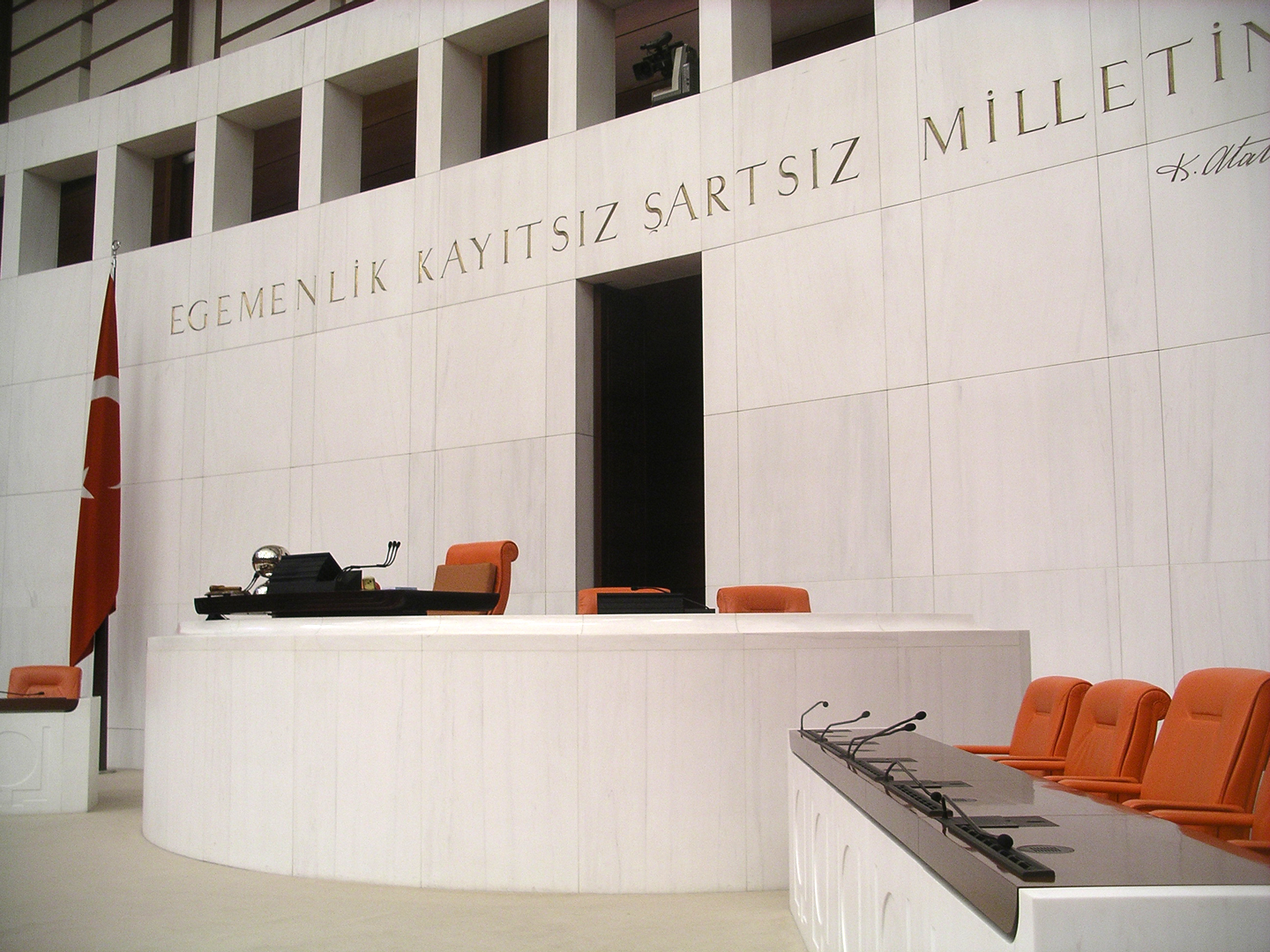
"La soberanía pertenece, sin restricciones ni condiciones, a la nación", grabado en relieve detrás del asiento del presidente de la GAN

El populismo (en turco: halkçılık) se define como una revolución social cuyo objetivo es transferir el poder político a la ciudadanía. El populismo kemalista no solo pretende establecer la soberanía popular, sino también transferir la transformación socioeconómica para lograr un verdadero estado populista. Sin embargo, los kemalistas rechazan el conflicto de clases y el colectivismo.El populismo kemalista cree que la identidad nacional está por encima de todo lo demás. El populismo kemalista imagina una sociabilidad que enfatiza la colaboración de clases y la unidad nacional como el solidarismo. El populismo en Turquía tiene como objetivo crear una fuerza unificadora que aporte un sentido del estado turco y el poder del pueblo para lograr esa nueva unidad.

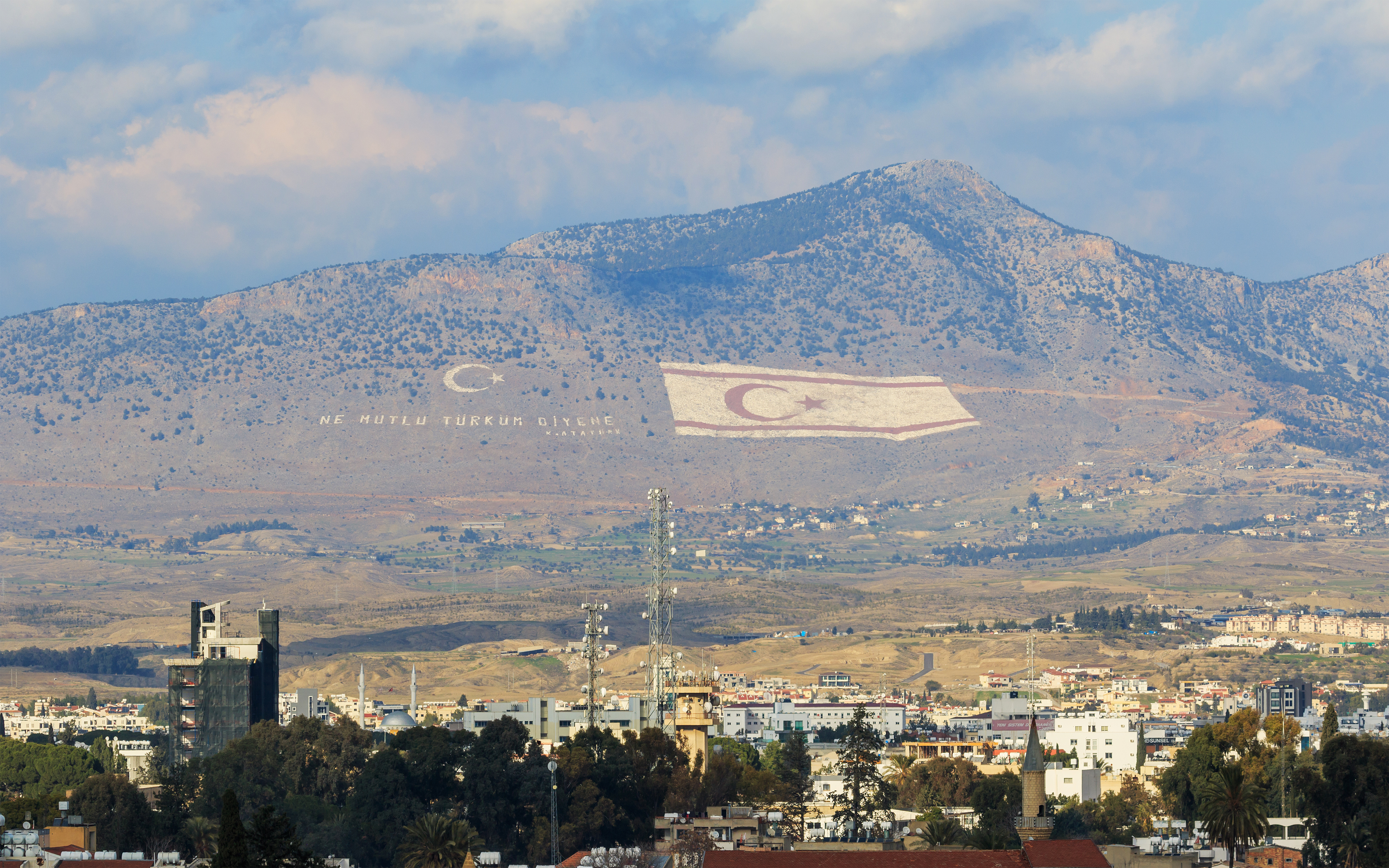
El lema "Ne mutlu Türküm diyene", grabado en relieve en las montañas de Kyrenia, en Chipre del Norte

El populismo kemalista es una extensión del movimiento de modernización kemalista, cuyo objetivo era hacer que el Islam fuera compatible con el Estado-nación moderno. Esto incluía la supervisión estatal de las escuelas y organizaciones religiosas. El propio Mustafa Kemal dijo que "todo el mundo necesita un lugar para aprender religión y fe; ese lugar es un mektep, no una madrasa". Esto tenía como objetivo combatir la "corrupción" del Islam por parte de los ulemas. Kemal creía que durante el período otomano, los ulemas habían llegado a explotar el poder de su cargo y manipular las prácticas religiosas para su propio beneficio. También se temía que, si la educación no se ponía bajo control estatal, las madrasas sin supervisión podrían exacerbar el creciente problema de la insularidad de la tarikat que amenazaba con socavar la unidad del Estado turco.

#### Soberanía
La teoría social kemalista (populismo) no acepta ningún adjetivo antes de la definición de nación [una nación de...] La soberanía debe pertenecer únicamente al pueblo sin ningún término, condición, etc.:
Ḥâkimiyet bilâ ḳaydü şarṭ Milletiñdir
Egemenlik kayıtsız şartsız Milletindir
La soberanía pertenece a la nación sin restricciones ni condiciones.

— Mustafa Kemal Atatürk

#### Lema
El populismo se utilizó contra la dominación política de los jeques, los líderes tribales y el sistema político islámico del Imperio Otomano.
El nacionalismo de Atatürk pretendía desplazar la legitimidad política de la autocracia real (por la dinastía otomana), la teocracia (basada en el califato otomano) y el feudalismo (líderes tribales) a la participación activa de su ciudadanía, los turcos. La teoría social kemalista quería establecer el valor de la ciudadanía turca. Un sentimiento de orgullo asociado con esta ciudadanía daría el estímulo psicológico necesario para que la gente trabajara más duro y lograra un sentido de unidad e identidad nacional. La participación activa, o la "voluntad del pueblo", se estableció con el régimen republicano y la turquidad reemplazó a las otras formas de afiliación que se habían promovido en el Imperio Otomano (como la lealtad a los diferentes millets que finalmente llevaron a la división en el imperio). El lema "Ne mutlu Türküm diyene" (en español: Qué feliz es aquel que dice yo soy turco) se promovió contra lemas como "larga vida al sultán", "larga vida al jeque" o "larga vida al califa".

### Laicismo

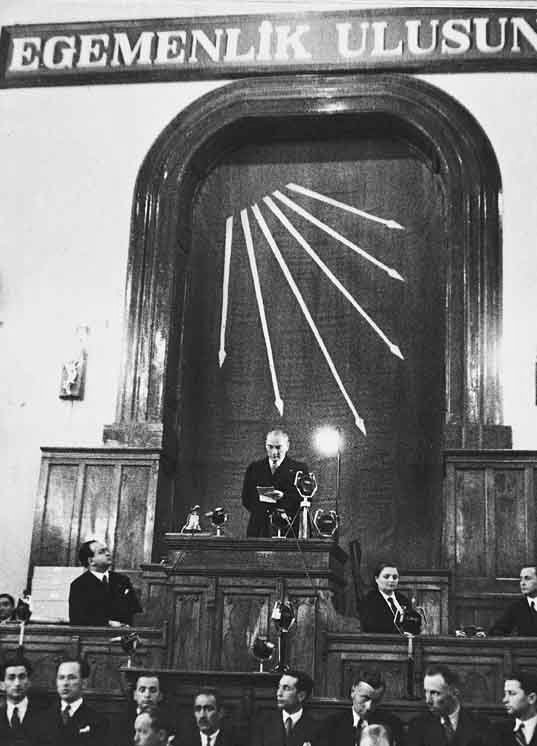
Los seis principios fundamentales de Atatürk simbolizados por las seis flechas, 1935

El laicismo (en turco: laiklik) en la ideología kemalista tiene como objetivo desterrar la interferencia religiosa en los asuntos gubernamentales, y viceversa. Se diferencia del concepto angloamericano pasivo de secularismo, pero es similar al concepto de laicidad en Francia.
Las raíces del secularismo kemalista se encuentran en los esfuerzos de reforma del Imperio Otomano tardío, especialmente el período Tanzimat y la Segunda Era Constitucional posterior. El Imperio Otomano era un estado islámico en el que el jefe del estado otomano ocupaba el cargo de califa. El sistema social estaba organizado de acuerdo con varios sistemas, incluido el sistema religioso Millet y la ley Sharia, lo que permitía que la ideología religiosa se incorporara al sistema administrativo, económico y político otomano. En la Segunda Era Constitucional, el Parlamento otomano siguió políticas en gran medida seculares, aunque todavía se producían técnicas de populismo religioso y ataques a la piedad de otros candidatos entre los partidos políticos otomanos durante las elecciones. Estas políticas fueron mencionadas como la razón del Incidente del 31 de marzo por los islamistas y los monárquicos absolutos. Las políticas seculares del parlamento otomano también influyeron en la Revuelta Árabe durante la Primera Guerra Mundial.
Cuando se implantó el secularismo en el incipiente Estado turco, se inició con la abolición del califato, que había perdurado durante siglos, en marzo de 1924. El cargo de shayj al-Islām fue reemplazado por la Presidencia de Asuntos Religiosos (en turco: Diyanet). En 1926, se abandonaron los códigos de la mejelle y la sharia en favor de un Código Civil suizo adaptado y un código penal inspirado en los códigos alemán e italiano. Se eliminaron otras prácticas religiosas, lo que dio como resultado la disolución de las órdenes sufíes y la penalización del uso del fez, que Atatürk consideraba un vínculo con el pasado otomano.

#### Estado y religión (laicidad)
Atatürk se vio profundamente influenciado por el triunfo del laicismo en Francia.Atatürk percibía el modelo francés como la auténtica forma de secularismo. El kemalismo se esforzaba por controlar la religión y transformarla en un asunto privado en lugar de una institución que interfería en la política, así como en el progreso científico y social. Se trata de algo más que simplemente crear una separación entre el Estado y la religión. Se ha dicho que Atatürk trabajó como si fuera León el Isaurio, Martín Lutero, el barón de Holbach, Ludwig Büchner, Émile Combes y Jules Ferry en uno solo para crear el secularismo kemalista.El secularismo kemalista no implica ni defiende el agnosticismo o el nihilismo; significa libertad de pensamiento e independencia de las instituciones del Estado respecto del dominio del pensamiento religioso y de las instituciones religiosas. El principio kemalista del laicismo no está en contra de la religión moderada y apolítica, sino en contra de las fuerzas religiosas que se oponen a la modernización y la democracia y las combaten.
Según la concepción kemalista, el Estado turco debe mantenerse a la misma distancia de todas las religiones, sin promover ni condenar ningún conjunto de creencias religiosas. Sin embargo, los kemalistas no sólo han pedido la separación de la Iglesia y el Estado, sino también el control estatal del establishment religioso musulmán turco. Para algunos kemalistas, esto significa que el Estado debe estar al mando de los asuntos religiosos y que todas las actividades religiosas están bajo la supervisión del Estado. Esto, a su vez, provocó críticas de los conservadores religiosos. Los conservadores religiosos rechazaron abiertamente esta idea, diciendo que para tener un Estado secular, el Estado no puede controlar las actividades de las instituciones religiosas. A pesar de sus protestas, esta política fue adoptada oficialmente por la Constitución de 1961.
Las políticas kemalistas tenían como objetivo eliminar el elemento religioso de la sociedad. Tras el final de la Guerra de Independencia de Turquía, toda la educación quedó bajo el control del Estado, tanto en las escuelas seculares como en las religiosas. Se centralizó el sistema educativo, con un único plan de estudios en las escuelas públicas religiosas y seculares, con la esperanza de que esto eliminara o redujera el atractivo de las escuelas religiosas. Las leyes tenían por objeto abolir las escuelas u órdenes religiosas sufíes (tarikats) y sus logias (tekkes). Se abolieron títulos como jeque y derviche, y el gobierno prohibió sus actividades. El día de descanso fue cambiado por el gobierno del viernes al domingo, pero las restricciones a la elección personal se extendieron tanto al deber religioso como al nombre. Los turcos tenían que adoptar un apellido y no se les permitía realizar el hajj (peregrinación a La Meca).

#### Política y religión (secularismo)
La forma kemalista de separación del Estado y la religión pretendía la reforma de un conjunto completo de instituciones, grupos de interés (como partidos políticos, sindicatos y grupos de presión), las relaciones entre esas instituciones y las normas y reglas políticas que regían sus funciones (constitución, ley electoral). El mayor cambio en esta perspectiva fue la abolición del califato otomano el 3 de marzo de 1924, seguida de la eliminación de sus mecanismos políticos. El artículo que establecía que "la religión establecida de Turquía es el Islam" fue eliminado de la constitución el 10 de abril de 1928.
Desde una perspectiva política, el kemalismo es anticlerical, en el sentido de que busca prevenir la influencia religiosa en el proceso democrático, lo cual fue un problema incluso en la política en gran medida secular de la Segunda Era Constitucional del Imperio Otomano, cuando incluso partidos políticos no afiliados a ninguna religión como el Comité de Unión y Progreso y el Partido de la Libertad y el Acuerdo se pelearon por cuestiones como la piedad islámica de sus candidatos en las elecciones otomanas de 1912.Por lo tanto, en la perspectiva política kemalista, los políticos no pueden afirmar ser los protectores de ninguna religión o secta religiosa, y tales afirmaciones constituyen fundamentos legales suficientes para la prohibición permanente de los partidos políticos.

#### Insignias
El sistema social otomano se basaba en la afiliación religiosa. Las insignias religiosas se extendían a todas las funciones sociales. La vestimenta identificaba a los ciudadanos con su propio grupo religioso particular; los tocados distinguían el rango y la profesión. Los turbantes, fezes, bonetes y tocados denotaban el sexo, el rango y la profesión (tanto civil como militar) del portador. Las insignias religiosas fuera de las áreas de culto quedaron prohibidas.
Aunque Atatürk consideraba que los velos religiosos de las mujeres eran antitéticos al progreso y la igualdad, también reconocía que los pañuelos en la cabeza no eran un peligro tan grande para la separación de la iglesia y el estado como para justificar una prohibición total.Pero la Constitución fue enmendada en 1982, tras el golpe de Estado de 1980 por parte de los militares de tendencia kemalista, para prohibir el uso de velos islámicos como el hijab por parte de las mujeres en las instituciones de educación superior.Joost Lagendijk, miembro del Parlamento Europeo y presidente del Comité Parlamentario Conjunto con Turquía, ha criticado públicamente estas restricciones en la vestimenta de las mujeres musulmanas,mientras que el Tribunal Europeo de Derechos Humanos ha dictaminado en numerosos casos que tales restricciones en los edificios públicos y las instituciones educativas no constituyen una violación de los derechos humanos.

### Reformismo
El reformismo (en turco, inkılapçılık) es un principio que exige que el país sustituya las instituciones y conceptos tradicionales por instituciones y conceptos modernos. Este principio propugna la necesidad de un cambio social fundamental a través de la reforma como estrategia para lograr una sociedad moderna. El núcleo de la reforma, en el sentido kemalista, era un hecho consumado.En un sentido kemalista, no hay posibilidad de volver a los viejos sistemas porque se los considera atrasados.
El principio del reformismo iba más allá del reconocimiento de las reformas realizadas durante la vida de Atatürk. Las reformas de Atatürk en las esferas social y política se aceptan como irreversibles. Atatürk nunca consideró la posibilidad de una pausa o fase de transición durante el curso del desarrollo progresivo o la implementación de la reforma. La comprensión actual de este concepto puede describirse como "modificación activa".Turquía y su sociedad, que toman las instituciones de Europa occidental, deben agregarles rasgos y patrones turcos y adaptarlos a la cultura turca, según el kemalismo.La implementación de los rasgos y patrones turcos de estas reformas requiere generaciones de experiencia cultural y social, que da como resultado la memoria colectiva de la nación turca.

### Nacionalismo
Nacionalismo (en turco: milliyetçilik): la revolución kemalista pretendía crear un Estado nacional a partir de los restos del Imperio otomano, multirreligioso y multiétnico. El nacionalismo de Atatürk tiene su origen en las teorías del contrato social, especialmente en los principios nacionalistas cívicos defendidos por Jean-Jacques Rousseau y su Contrato social. La percepción kemalista del contrato social se vio facilitada por la disolución del Imperio otomano, que se percibía como un producto del fracaso del sistema otomano "Millet" y de la ineficacia de la política otomana. El nacionalismo de Atatürk, tras experimentar la desintegración del Imperio otomano, definió el contrato social como su "ideal más elevado".
En la administración y defensa de la nación turca, la unidad nacional, la conciencia nacional y la cultura nacional son los ideales más elevados en los que fijamos nuestros ojos.

— Mustafa Kemal Atatürk
La ideología kemalista define a la "nación turca" (en turco: Türk Ulusu) como una nación de personas turcas que siempre aman y buscan exaltar a su familia, país y nación, que conocen sus deberes y responsabilidades hacia el estado democrático, secular y social regido por el imperio de la ley, fundado en los derechos humanos y en los principios establecidos en el preámbulo de la constitución de la República de Turquía.
De manera similar a sus predecesores del CUP, se puede decir que el kemalismo respaldó de alguna manera el darwinismo social al desear que la juventud turca fuera saludable y físicamente fuerte.

#### Criterios
Véase también: Nacionalidad turca
Atatürk definió a la nación turca como el "pueblo (halk) que estableció la república turca". Además, "los hechos naturales e históricos que llevaron a la creación (teessüs) de la nación turca" fueron "(a) unidad en la existencia política, (b) unidad en la lengua, (c) unidad en la patria, (d) unidad en la raza y el origen (menşe), (e) estar históricamente relacionados y (f) estar moralmente relacionados".
La pertenencia a un Estado se adquiere generalmente por nacimiento dentro de las fronteras del mismo y también por el principio de ius sanguinis. La noción kemalista de nacionalidad está incorporada en el artículo 66 de la Constitución de la República de Turquía.Todo ciudadano es reconocido como turco, independientemente de su etnia, creencias, género, etc. La ley de nacionalidad turca establece que una persona puede ser privada de su nacionalidad únicamente por un acto de traición.

Los kemalistas consideraban a los no musulmanes como ciudadanos nominales y, a menudo, se los trataba como ciudadanos de segunda clase en la República de Turquía. La identidad de los kurdos en Turquía fue negada durante décadas y se los describía como "turcos de las montañas".Atatürk declaró en 1930:
En el seno de la unidad política y social de la nación turca actual hay ciudadanos y connacionales que han sido incitados a pensarse como kurdos, circasianos, lazes o bosnios. Pero estas denominaciones erróneas -producto de períodos pasados de tiranía- no han traído más que dolor a los miembros individuales de la nación, con excepción de unos pocos reaccionarios descerebrados, que se convirtieron en instrumentos del enemigo.
En 2005, el artículo 301 del Código Penal turco convirtió en delito insultar la identidad turca (en turco: Türklük), pero bajo presión de la UE, esto se cambió en 2008 para proteger a la "nación turca" en lugar de la etnicidad turca en 2008, una nación "imaginada" de personas que viven dentro de las fronteras del Pacto Nacional (en turco: Misak-ı Milli).

#### Turquismo
Artículo principal: Panturquismo

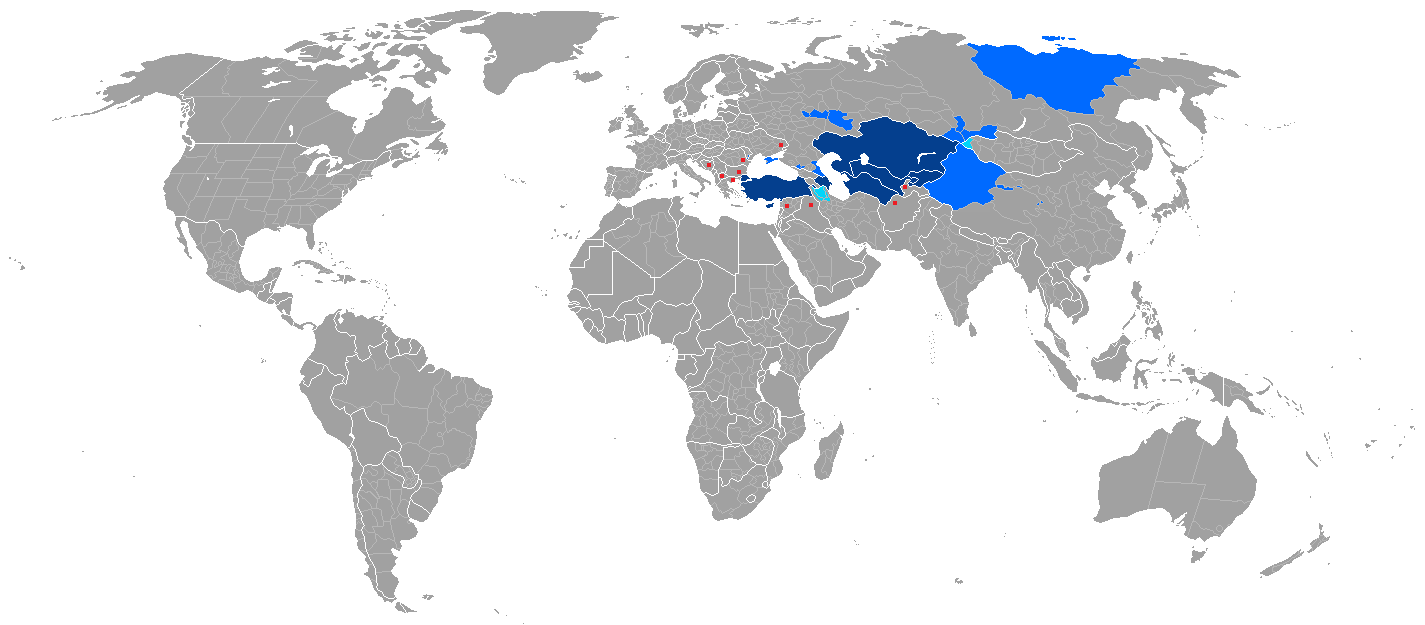
Zonas de habla de lenguas túrquicas

El kemalismo se centró en los intereses más estrechos del Estado-nación, renunciando a la preocupación por los "turcos de fuera".

El panturquismo era una ideología etnocéntrica [que unía a todas las naciones étnicamente turcas], mientras que el kemalismo es policéntrico [unidos bajo una "voluntad común"]. El kemalismo quiere tener un pie de igualdad con las principales civilizaciones del mundo. Los panturquistas han enfatizado constantemente los atributos especiales de los pueblos turcos y han querido unir a todos los pueblos turcos. El kemalismo quiere un pie de igualdad (basado en el respeto) y no pretende unir al pueblo de Turquía con todas las demás naciones turcas. La mayoría de los kemalistas no estaban interesados en el panturquismo y desde 1923 hasta 1950 (el período del estado único) reaccionaron con particular firmeza. Además, Atatürk se opuso al panturquismo en su discurso (Nutuk) de la siguiente manera:
Reunir a las distintas naciones bajo un título común y general y establecer un Estado fuerte manteniendo a estos diversos grupos de elementos bajo las mismas leyes y condiciones es una visión política brillante y atractiva, pero engañosa. De hecho, es un objetivo imposible unir a todos los turcos del mundo en un Estado sin fronteras. Esta es una verdad que siglos y personas que han vivido durante siglos han logrado a través de eventos muy dolorosos y sangrientos. No se puede ver en la historia que el panislamismo y el panturanismo hayan tenido éxito y se hayan practicado en el mundo. Sin embargo, los resultados de las ambiciones de establecer un Estado que abarque a toda la humanidad, independientemente de la raza, están escritos en la historia. 
Sin embargo, Atatürk fue el creador de la idea de tomar el carácter turco como una de las identidades de la nación turca. La tesis de historia turca comenzó bajo las órdenes y la administración de Atatürk, que contenía ideas etnoraciales basadas en los orígenes turcos provenientes de Asia Central. Además, los libros de secundaria de la era de Atatürk contenían educación sobre el alfabeto orjóny una unidad bajo el título de "Gran historia y civilización turca".El libro también brindaba información detallada sobre los imperios que son turcos, como los Köktürks, o "que se proclaman turcos", como los escitas, los xiongnu, etc.

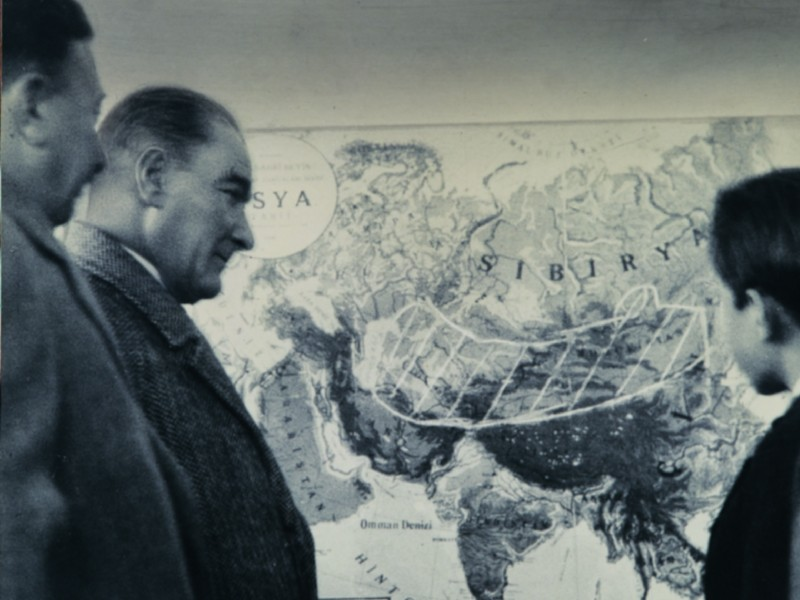
Atatürk analiza el mapa del Kanato Turco

Con el apoyo de la recién fundada República Turca, la organización panturquista conocida como "Corazones Turcos", se restableció en la era de Atatürk para obtener el apoyo de los turkistas durante las revoluciones. Atatürk daba discursos con frecuencia en Corazones Turcos después de que ocurrieran eventos importantes en Turquía.También se apoyó la reapertura de la revista turca "Türk Yurdu", que era un órgano de Corazones Turcos.Más tarde, en 1931, Corazones Turcos fue clausurado por Atatürk después de que perdieran su postura apolítica, debido a sus puntos de vista y movimientos panturquistas; y con todas sus instalaciones, se fusionó con el partido gobernante CHP.
El kemalismo tenía una definición más estrecha del lenguaje, que buscaba eliminar (purificar) las palabras persas, árabes, griegas, latinas, etc. del idioma turco y reemplazarlas con palabras de origen turco o derivar nuevas palabras con raíces turcas.

#### El kemalismo y los hititas

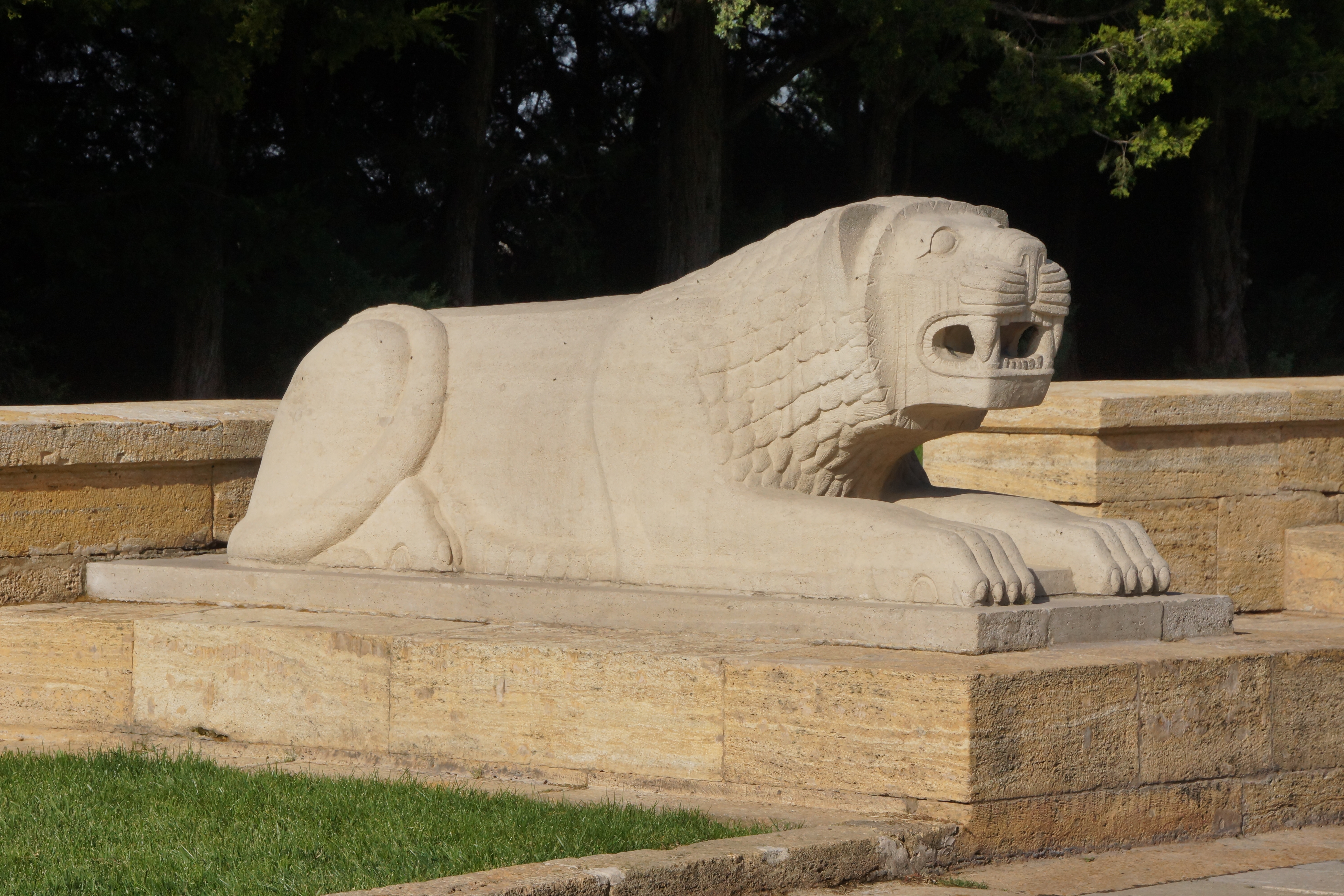
Uno de los leones de la "Carretera de los Leones" en Anıtkabir, que son réplicas de antiguas estatuas de leones hititas

El kemalismo dio un lugar importante a los hititas y al simbolismo hitita para construir la identidad y la nacionalidad turcas. Los investigadores kemalistas, como Ahmet Ağaoğlu (que fue asesor de Atatürk y un político que jugó un papel importante en la creación de la constitución de Turquía de 1924), creían que la nación tenía que presentar a los hititas como una raza turca dominante en el mundo con raíces firmes en Anatolia.
Las investigaciones genéticas modernas sobre muestras turcas muestran que los turcos de Anatolia son una mezcla de tribus turcas y nativos de Anatolia, sin embargo, a diferencia de los pensamientos kemalistas, estas dos mezclas no tienen su origen en la misma etnia, raza o identidad.

### Estatismo
Estatismo (en turco: devletçilik): Atatürk dejó claro en sus declaraciones y políticas que la modernización completa de Turquía dependía en gran medida del desarrollo económico y tecnológico. El principio del estatismo kemalista se interpreta generalmente en el sentido de que el Estado debía regular las actividades económicas generales del país y participar en áreas en las que las empresas privadas no estaban dispuestas a hacerlo. Esto fue el resultado de la necesidad de que Turquía, tras la guerra de la independencia, redefiniera la relación entre el capitalismo social y el internacional. La guerra dejó a Turquía en ruinas, ya que el Imperio Otomano se centraba en las materias primas y era un mercado abierto en el sistema capitalista internacional. La Turquía de posguerra se ha definido en gran medida por su sociedad agrícola, que incluye a muchos terratenientes y comerciantes. El control del pueblo en la economía turca es bastante evidente desde 1923 hasta la década de 1930, pero aun así lograron, mediante la inversión extranjera conjunta, establecer una empresa económica estatal. Sin embargo, después de la Gran Depresión, hubo un cambio hacia estrategias de desarrollo más introspectivas durante una era generalmente conocida como "estatismo". Durante esta época, el Estado participó activamente tanto en la acumulación de capital como en la inversión y tuvo en cuenta los intereses de las empresas privadas. El Estado intervino a menudo en áreas económicas que el sector privado no cubría, ya sea por falta de fuerza o por no haberlo logrado. Se trataba a menudo de proyectos de infraestructura y centrales eléctricas, pero también de industrias siderúrgicas, mientras que las masas soportaban el peso de la acumulación de capital.

## Análisis

### El kemalismo y los partidos políticos de Turquía

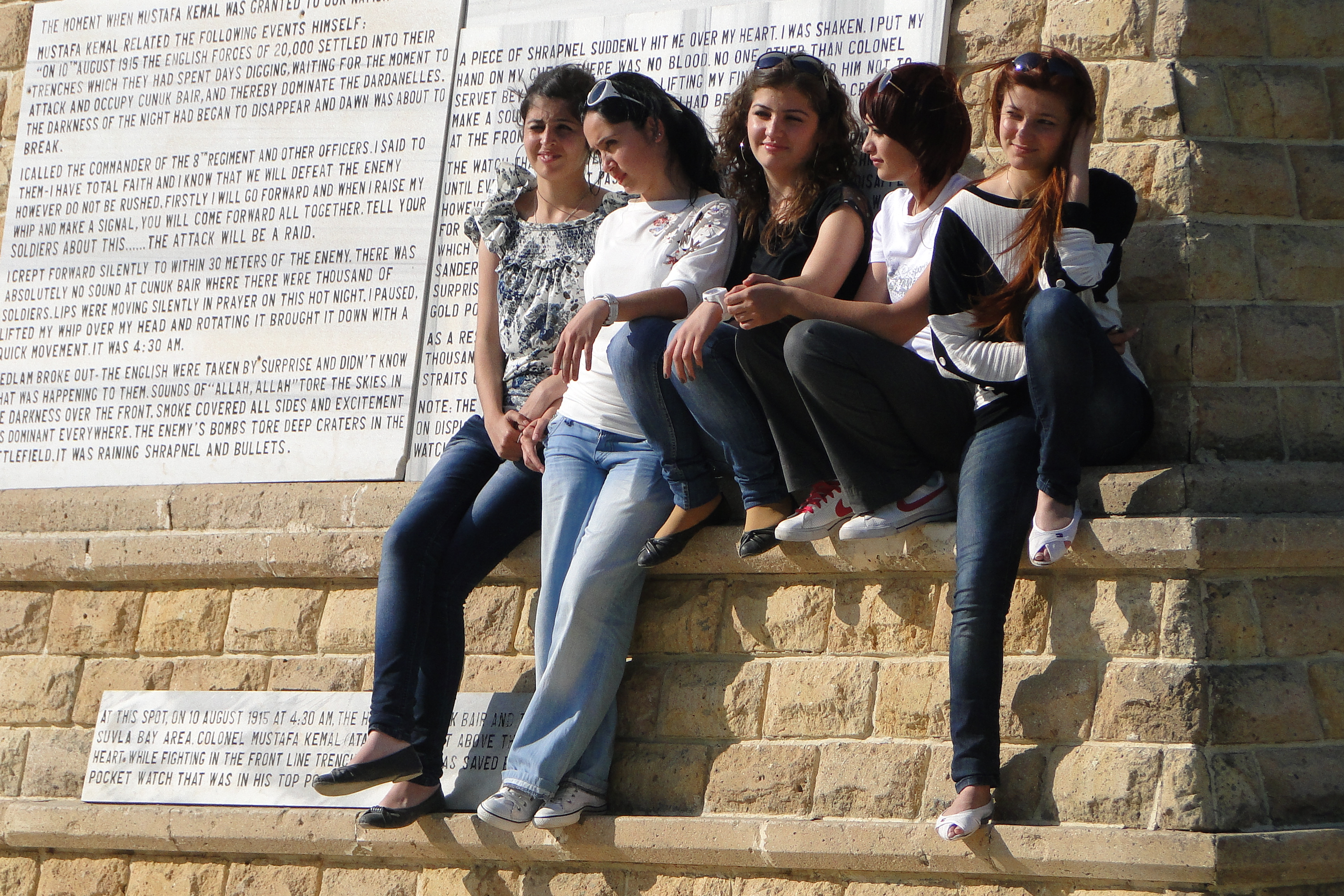
Jóvenes turcas posan en el monumento a Atatürk

El Partido Republicano del Pueblo (CHP) fue fundado por Mustafa Kemal Atatürk el 9 de septiembre de 1923, poco antes de la declaración de la República de Turquía el 29 de octubre. El Partido Republicano del Pueblo no intentó actualizar ni definir las raíces filosóficas de su kemalismo entre los años 1940 y 1960.
Desde los años 1960, se ha considerado en general que el CHP ha adoptado una posición más de centroizquierda; los partidarios del partido parecen haber aceptado en general la idea de que los cambios estructurales introducidos por el gobierno eran necesarios para la modernización. Más tarde, en los años 1970, debido a un rechazo y abandono más generalizados del kemalismo en la sociedad turca, el CHP introdujo cambios más fundamentales y de tendencia izquierdista en su plataforma partidaria, incluidos programas que fueron etiquetados como "de izquierda democrática".
A principios del siglo XXI, la mayoría de los kemalistas (dentro o fuera del CHP) todavía creían en los seis principios originales, mientras que otros criticaban y buscaban explícitamente reducir las tendencias estatistas del kemalismo.Por ejemplo, el ministro de Justicia turco, Mahmut Esat Bozkurt, comparó algunas políticas kemalistas con el fascismo italiano de Benito Mussolini.
El uso del término "kemalismo" como término descriptivo del discurso político se atribuye a menudo a Bozkurt, Ahmet Cevat Emre y al político Yakup Kadri Karaosmanoğlu.Este último utilizó el término el 28 de junio de 1929 para referirse a la ideología que consiste en "los principios y valores básicos del camino turco hacia la modernidad".

### El kemalismo y el derecho constitucional de Turquía
Los seis principios se consolidaron el 5 de febrero de 1937, 14 años después del establecimiento de la República de Turquía.

En el artículo 2, cláusula 1, de la Ley Constitucional de 1924:
Turquía es republicana, nacionalista, apegada al pueblo, intervencionista, laica y revolucionaria.
Tanto el golpe militar de 1960 como el de 1980 fueron seguidos de revisiones fundamentales de la Constitución turca. Los textos de las nuevas constituciones fueron aprobados en cada caso mediante referéndum popular.